# Takeši Hosaka
Takeši Hosaka (japonsky 保坂 猛, Hosaka Takeši, * 1975 prefektura Jamanaši) je japonský architekt, roku 2013 řazen mezi vůdčí osoby japonské architektury.

## Život

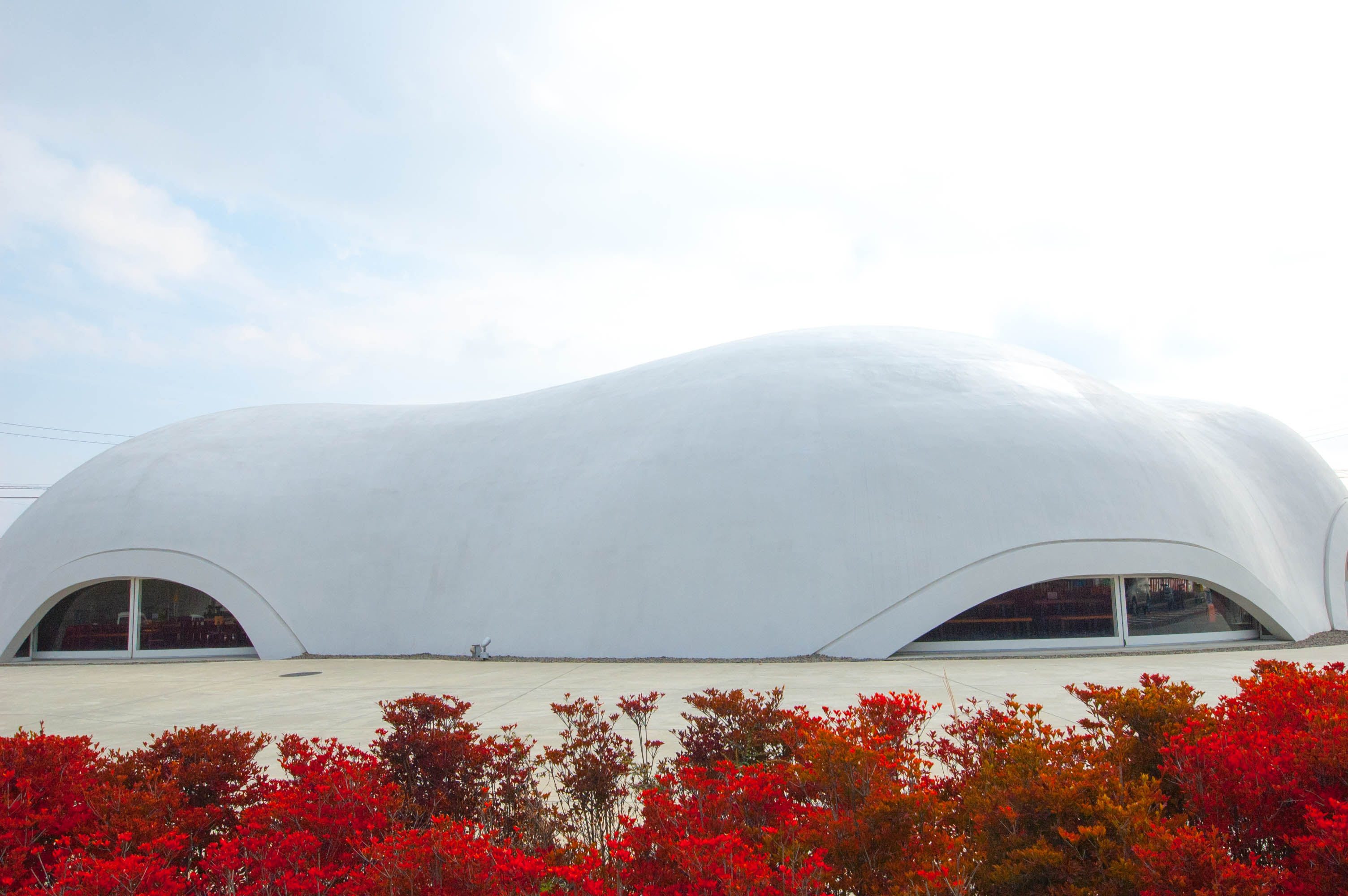
Restaurace v prefektuře Jamanaši

Na univerzitě v Jokohamě vystudoval architekturu. V roce 2004 založil vlastní architektonické studio a počínaje rokem 2012 vyučuje na jokohamské vysoké škole, kterou sám vystudoval. Navrhuje rodinné domy, jako například Daylight House nebo Outside In, a rovněž veřejné či komerční stavby, mezi něž se řadí nudlová restaurace Hótó Fudó vybudovaná na úpatí nejvyšší japonské hory Fudži. V roce 2010 ve spolupráci s Megumi Hosakovou a Airou Sakatovou navrhl pro neslyšící manželský pár Juničiho Ošira a jeho manželku Miko specifický dům ze dřeva, ve kterém naplánoval téměř stovku malých okének umístěných ve stěnách, do stropu i do podlah, díky nimž mohou děti manželů komunikovat se svými rodiči pomocí znakového jazyka. Hosaka je rovněž autorem takzvaného „Love House“ realizovaného ve čtvrti Kanagawa na předměstí Jokohamy.
Svá díla vystavuje i v Evropě, kde měl svou první výstavu na jaře 2013 v České republice nazvanou „Fantazie“, kam ho pozval umělec Michal Škoda, působící v Domě umění v Českých Budějovicích. Hosaka českobudějovickou výstavu rovněž navštívil a během tohoto pobytu ve spolupráci se studenty Fakulty umění a architektury Technické univerzity v Liberci navrhl specifický objekt, jenž zbudoval architektův spolupracovník, tesařský mistr Kadžiwara.